# Arnoul Ier de Looz
Pour les articles homonymes, voir Arnoul et Arnoul Ier.
Arnoul Ier de Looz, (1060 - 1135), fut comte de Looz vers 1078, comte d'Hesbaye, seigneur de Horn, Stevoort et Corswarem. Il était fils aîné d'Emmon, comte de Looz, et d'Ermingarde de Horn, fille de Conrad de Horn et de sa femme Mathilde de Juliers.
Il dote en 1078 l’église collégiale de Huy, ainsi que celle de Saint-Jean à Liège.
En 1086, il devient avoué de l'abbaye Saint-Pierre de Liège. 
En 1088, il intervient sur la demande de l'évêque de Liège Henri Ier de Verdun pour mettre fin aux désordres la riche abbaye de Saint-Trond. En effet, à la mort de l'ancien abbé, le moine Lantzon avait été nommé abbé par les évêques de Liège et Metz alors que le moine Lupon avait été nommé par l'empereur. En récompense, Arnoul reçut en 1094 la part de l'abbaye que possédait l'évêché de Metz, mais dut la défendre contre Henri Ier, duc de Basse-Lotharingie, comte de Limbourg et d'Arlon.
Il est également fait mention de lui dans les lettres de fondation de l’abbaye de Flône de l’an 1092.
Arnoul épousa Aleijde (Alix ou Adélaïde) de Diest, sœur d'Arnold de Diest. Ils eurent:
- Gérard († ap. 1103), comte de Looz cité en 1101 ;
- Arnoul II, comte de Looz ;
- Jean, auteur des comtes et ducs de Looz-Corswarem; il a la seigneurie de Corswarem en apanage, et est marié à Sophie de Steyn ;
- Philippe ;
- Albert ;
- René ou Rainald ;
- Henri, qui a la seigneurie de Steevort ;
- Thierry Ier, seigneur de Horn; il fonde la troisième branche de la maison de Looz, qui est celle des comtes et princes de Horn.

## Décès
Le doute plane sur la date de son décès :
- en 1126, selon la plupart des historiens ;
- entre 1098 et 1101, selon la Biographie Nationale de Belgique, qui s'appuie sur l'existence d'un comte Gérard, cité dans une charte de 1101, suivi par un autre Arnoul, mentionné en 1103. Cette hypothèse, émise en 1866, n'a pas été suivie ;
- en 1139, selon la Foudation for Medieval Genealogy, qui font d'Arnoul Ier et d'Arnoul II un même personnage. Cette hypothèse est improbable, car, entre 1078 et 1171 (soit 93 ans), il y aurait eu seulement deux comtes et deux générations.

La difficulté vient du fait que les documents médiévaux se bornent à mentionner Arnoul, comte de Looz, sans indiquer un quelconque numéro de succession.
Cet article suit l'opinion commune qui considère Arnoul Ier comme décédé en 1126. Plusieurs explications peuvent être proposées pour expliquer la présence du comte Gérard :
- Gérard fut associé au pouvoir par son père, mais mourut prématurément en 1103 ;
- Arnoul Ier se croisa, laissant le comté à Gérard, puis en reprit la direction à son retour. Gérard mourut quelques années plus tard, avant son père.

## Sources
- Foundation for Medieval Genealogy : Lower Lotharingian nobility.
- J-J. Thonissen, « Arnoul Ier », Académie royale de Belgique, Biographie nationale, vol. 1, Bruxelles, 1866 [détail des éditions], p. 444-447.
- Recherches sur le légitime gouvernement des comtés de Looz, d'Horne et de Nye, par Friedrich W. von Hofmann, Troisième édition, 1799.